# Anax strenuus
Anax strenuus (tên tiếng Anh: Giant Hawaiian Darner còn được gọi là Giant Hawaiian Dragonfly hay Pinao), là một loài chuồn chuồn trong họ Aeshnidae đặc hữu của vùng quần đảo Hawaii, tập trung ở các vùng cao.
Loài này được nhiều người cho là loài lớn nhất trong bộ Odonata, với chiều dài sải cánh lên tới 7,5 inch (19 cm), ngang ngửa với loài chuồn chuồn kim Megaloprepus caerulatus ở Nam Mỹ.

## Hình ảnh

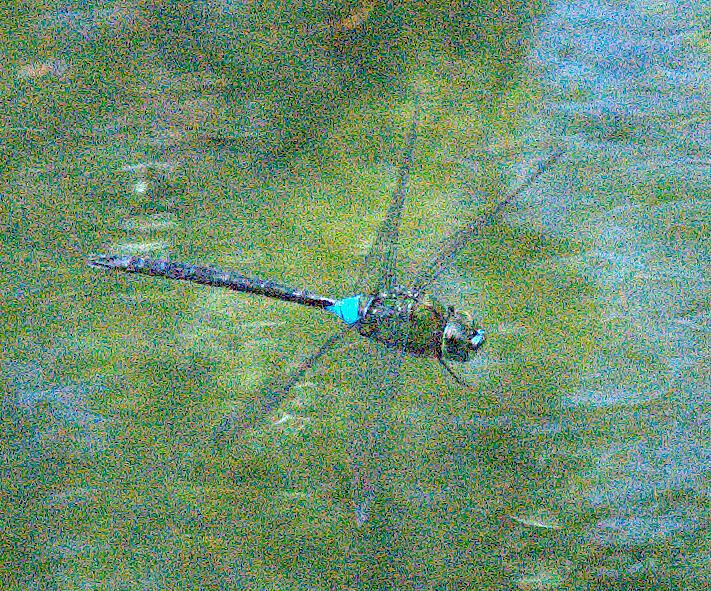